# Ben Harper

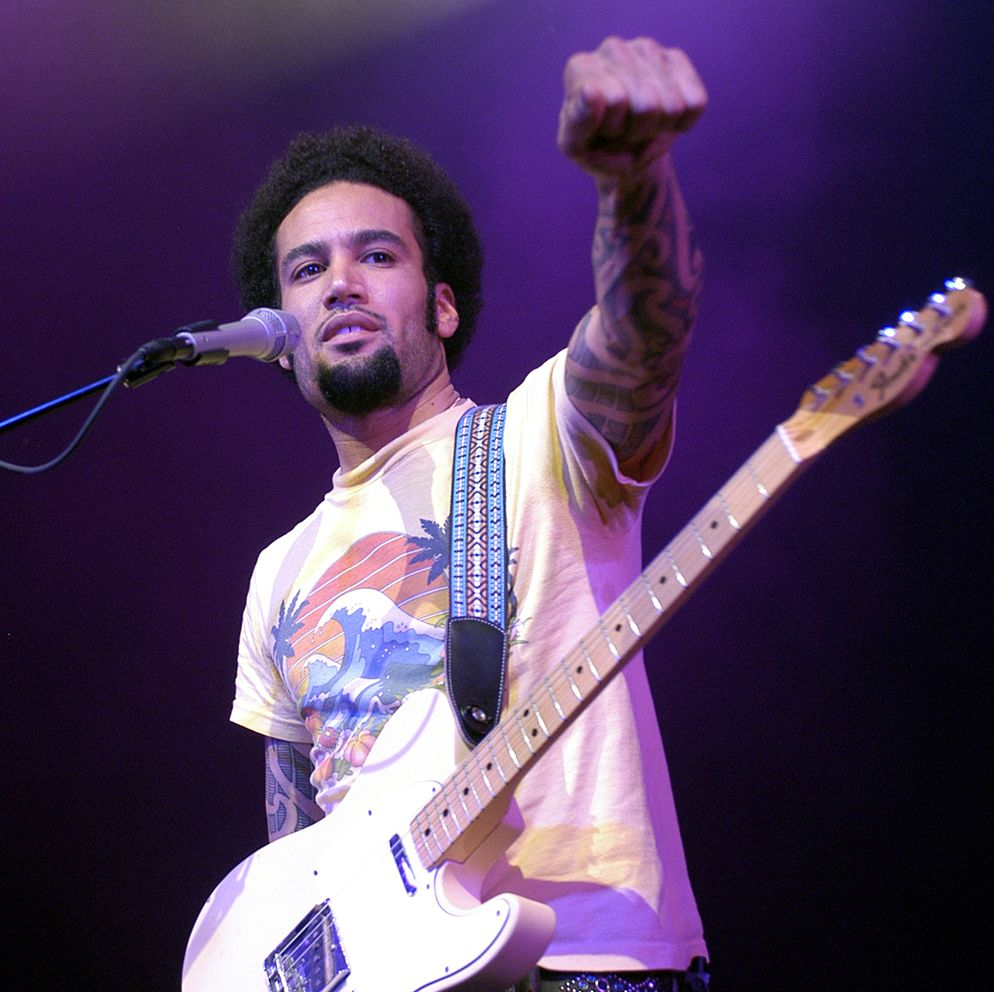
Ben Harper beim Festival International de Jazz de Montréal (2003)

Benjamin Chase Harper (* 28. Oktober 1969 in Claremont, Kalifornien) ist ein US-amerikanischer Musiker und Komponist.

## Biographie
Aufgewachsen in der Wüste, verbrachte er als Junge seine Zeit beim Skaten mit Freunden. Später arbeitete er zunächst als Briefträger und reparierte dann Gitarren.
Schon mit sechs Jahren begann Harper, Gitarre zu spielen. Dabei wurde er stark von seiner Mutter und seiner Großmutter beeinflusst, die beide ebenfalls Gitarre spielen konnten, sowie auch von seinem Vater, einem Percussionisten. Dies ermöglichte ihm schon frühzeitig eine musikalische Entwicklung. Zu den Einflüssen in Harpers Musik gehören Folk, Blues und Reggae. Besonders begeisterten ihn Jimi Hendrix und Bob Marley, den er bei einem Konzert im Juli 1978 in Burbank (Los Angeles County) sah.
Im Alter von 17 Jahren erhielt Ben Harper eine Bottleneck-Slide-Gitarre (Weissenborn). Seine frühesten Auftritte hatte er im LA Circuit mit Bluesnummern. Dadurch wurde er 1993 entdeckt und unterschrieb einen Plattenvertrag bei Virgin. Sein selbst produziertes Debütalbum legte den Grundstein seiner Karriere. Zusammen mit seiner Band, den Innocent Criminals, begann Harper 1994 eine lange Tournee durch Nordamerika und Europa, wodurch seine Bekanntheit und Beliebtheit stetig stiegen. Harper spielt oft eine Lap-Steel-Gitarre, die flach auf dem Schoß des Musikers liegt.
In den folgenden Jahren wurden weitere Alben veröffentlicht. Harpers Musikstil änderte sich, und Elemente von Gospel, Country, Jazz und Funk flossen in seine Musik ein.
Harper veröffentlichte auch ein Duett mit der brasilianischen Sängerin Vanessa da Mata, „Boa Sorte/Good Luck“. In dem gemeinsam verfassten Lied singt da Mata den Text auf Portugiesisch, Ben Harper auf Englisch. Der Titel wurde Nummer eins der brasilianischen und portugiesischen Hitparaden und in Brasilien zudem 2008 mit dem bedeutenden Preis Prêmio Multishow de Música Brasileira als „bestes Lied“ ausgezeichnet. Im selben Jahr gründete er auch die Band Relentless7.
Ben Harper spielte auf der Video-CD „Flake“ die Slide-Gitarre seines Kollegen Jack Johnson und arbeitete an dessen CD „Sing-A-Longs and Lullabies“ mit. Außerdem gibt Harper mit seinem langjährigen Freund des Öfteren gemeinsame Tourneen.
Im Februar 2010 gründeten Ben Harper, Dhani Harrison und Joseph Arthur die Band Fistful of Mercy. Das Debütalbum As I Call You Down erschien im Oktober 2010.
Auf dem Nightwatchman-Album World Wide Rebel Songs aus dem Jahr 2011 erscheint Ben Harper als Gastmusiker im Song Save the Hammer for the Man. 2013 nahm er zusammen mit dem Bluesmusiker Charlie Musselwhite das Album Get Up! auf. Es wurde bei den Grammy Awards 2014 als bestes Bluesalbum ausgezeichnet. Im Frühjahr desselben Jahres erschien ein Album mit Kindheitsreminiszenzen unter dem Titel Childhood Home, das Ben zusammen mit seiner Mutter Ellen Harper aufgenommen hatte.

## Privates
Harper war von 2000 bis 2010 mit der US-Schauspielerin Laura Dern liiert und hat mit ihr einen Sohn (* August 2001) und eine Tochter (* November 2004). Das Paar heiratete 2005. Im Oktober 2010 reichte Harper wegen „unüberbrückbarer Differenzen“ die Scheidung ein.

## Benefizkonzert „Change Begins Within“
Harper trat beim Benefizkonzert „Change Begins Within“ der David Lynch Foundation for Consciousness-Based Education and World Peace am 4. April 2009 in der Radio City Music Hall, New York City, auf. Mit den Konzerteinnahmen will die Stiftung sozial benachteiligten Kindern die Möglichkeit geben, Transzendentale Meditation zu erlernen.

## Diskografie

### Studioalben
| Jahr | Titel                     | Höchstplatzierung, Gesamtwochen, AuszeichnungChartplatzierungen (Jahr, Titel, Platzierungen, Wochen, Auszeichnungen, Anmerkungen) | Höchstplatzierung, Gesamtwochen, AuszeichnungChartplatzierungen (Jahr, Titel, Platzierungen, Wochen, Auszeichnungen, Anmerkungen) | Höchstplatzierung, Gesamtwochen, AuszeichnungChartplatzierungen (Jahr, Titel, Platzierungen, Wochen, Auszeichnungen, Anmerkungen) | Höchstplatzierung, Gesamtwochen, AuszeichnungChartplatzierungen (Jahr, Titel, Platzierungen, Wochen, Auszeichnungen, Anmerkungen) | Höchstplatzierung, Gesamtwochen, AuszeichnungChartplatzierungen (Jahr, Titel, Platzierungen, Wochen, Auszeichnungen, Anmerkungen) | Anmerkungen                                                            |
| Jahr | Titel                     | DE | AT | CH | UK | US | Anmerkungen                                                            |
| ---- | ------------------------- | --- | --- | --- | --- | --- | ---------------------------------------------------------------------- |
| 1997 | The Will to Live          | — | — | CH37 (3 Wo.)CH | UK87 (2 Wo.)UK | US89 (11 Wo.)US | Erstveröffentlichung: 22. Mai 1997                                     |
| 1999 | Burn to Shine             | — | — | CH34 (4 Wo.)CH | UK82 (1 Wo.)UK | US67 Gold · (22 Wo.)US | Erstveröffentlichung: 21. September 1999 mit The Innocent Criminals    |
| 2003 | Diamonds On the Inside    | DE73 (4 Wo.)DE | AT64 (3 Wo.)AT | CH3 Gold · (26 Wo.)CH | — | US19 Gold · (23 Wo.)US | Erstveröffentlichung: 11. März 2003                                    |
| 2004 | There Will Be a Light     | DE73 (1 Wo.)DE | AT37 (5 Wo.)AT | CH3 (9 Wo.)CH | — | US81 (6 Wo.)US | Erstveröffentlichung: 21. September 2004 mit The Blind Boys of Alabama |
| 2006 | Both Sides of the Gun     | DE90 (1 Wo.)DE | AT47 (3 Wo.)AT | CH4 Gold · (19 Wo.)CH | — | US7 (15 Wo.)US | Erstveröffentlichung: 21. März 2006                                    |
| 2007 | Lifeline                  | — | — | CH1 Gold · (12 Wo.)CH | — | US9 (9 Wo.)US | Erstveröffentlichung: 28. August 2007 mit The Innocent Criminals       |
| 2009 | White Lies for Dark Times | — | AT68 (1 Wo.)AT | CH7 (10 Wo.)CH | — | US9 (7 Wo.)US | Erstveröffentlichung: 5. Mai 2009 mit Relentless7                      |
| 2011 | Give Till It’s Gone       | — | — | CH6 (12 Wo.)CH | — | US15 (3 Wo.)US | Erstveröffentlichung: 10. Mai 2011                                     |
| 2013 | Get Up!                   | DE91 (1 Wo.)DE | — | CH55 (5 Wo.)CH | — | US27 (5 Wo.)US | Erstveröffentlichung: 29. Januar 2013 mit Charlie Musselwhite          |
| 2014 | Childhood Home            | — | — | CH30 (4 Wo.)CH | — | US43 (2 Wo.)US | Erstveröffentlichung: 6. Mai 2014 mit Ellen Harper                     |
| 2016 | Call It What It Is        | DE97 (1 Wo.)DE | AT58 (1 Wo.)AT | CH11 (6 Wo.)CH | — | US19 (1 Wo.)US | Erstveröffentlichung: 8. April 2016 mit The Innocent Criminals         |
| 2018 | No Mercy in This Land     | DE51 (1 Wo.)DE | — | CH8 (6 Wo.)CH | — | US132 (1 Wo.)US | Erstveröffentlichung: 30. März 2018 mit Charlie Musselwhite            |
| 2020 | Winter Is for Lovers      | — | — | CH66 (1 Wo.)CH | — | — | Erstveröffentlichung: 23. Oktober 2020                                 |
| 2022 | Bloodline Maintenance     | — | — | CH15 (2 Wo.)CH | — | — | Erstveröffentlichung: 22. Juli 2022                                    |
| 2023 | Wide Open Light           | — | — | CH33 (1 Wo.)CH | — | — | Erstveröffentlichung: 2. Juni 2023                                     |

### Weitere Alben
| Jahr | Titel                                              | Höchstplatzierung, Gesamtwochen, AuszeichnungChartplatzierungen (Jahr, Titel, Platzierungen, Wochen, Auszeichnungen, Anmerkungen) | Höchstplatzierung, Gesamtwochen, AuszeichnungChartplatzierungen (Jahr, Titel, Platzierungen, Wochen, Auszeichnungen, Anmerkungen) | Höchstplatzierung, Gesamtwochen, AuszeichnungChartplatzierungen (Jahr, Titel, Platzierungen, Wochen, Auszeichnungen, Anmerkungen) | Höchstplatzierung, Gesamtwochen, AuszeichnungChartplatzierungen (Jahr, Titel, Platzierungen, Wochen, Auszeichnungen, Anmerkungen) | Höchstplatzierung, Gesamtwochen, AuszeichnungChartplatzierungen (Jahr, Titel, Platzierungen, Wochen, Auszeichnungen, Anmerkungen) | Anmerkungen                                                                  |
| Jahr | Titel                                              | DE | AT | CH | UK | US | Anmerkungen                                                                  |
| ---- | -------------------------------------------------- | --- | --- | --- | --- | --- | ---------------------------------------------------------------------------- |
| 2001 | Live from Mars                                     | — | — | CH29 (15 Wo.)CH | — | US70 Gold · (9 Wo.)US | Erstveröffentlichung: 27. März 2001 Livealbum; mit The Innocent Criminals    |
| 2005 | Live at the Apollo                                 | — | — | CH96 (1 Wo.)CH | — | — | Erstveröffentlichung: 14. März 2005 Livealbum; mit The Blind Boys of Alabama |
| 2010 | Live from the Montreal International Jazz Festival | — | — | — | — | US151 (1 Wo.)US | Erstveröffentlichung: 9. März 2010 Livealbum; mit Relentless7                |
| 2010 | As I Call You Down                                 | — | — | — | — | US50 (2 Wo.)US | Erstveröffentlichung: 5. Oktober 2010 als Fistful of Mercy                   |
| 2012 | By My Side                                         | — | — | CH65 (1 Wo.)CH | — | — | Erstveröffentlichung: 16. Oktober 2012 Kompilation                           |

Weitere Veröffentlichungen
- 1992: Pleasure and Pain
- 1994: Welcome to the Cruel World (US: Gold, UK: Silber)
- 1995: Fight for Your Mind (US: Gold)
- 1996: Ben Harper Tour (EP)
- 2007: Live at Twist & Shout
- 2013: Live from the Granada Theater

### Singles
| Jahr | Titel Album               | Höchstplatzierung, Gesamtwochen, AuszeichnungChartplatzierungen (Jahr, Titel, Album, Platzierungen, Wochen, Auszeichnungen, Anmerkungen) | Höchstplatzierung, Gesamtwochen, AuszeichnungChartplatzierungen (Jahr, Titel, Album, Platzierungen, Wochen, Auszeichnungen, Anmerkungen) | Höchstplatzierung, Gesamtwochen, AuszeichnungChartplatzierungen (Jahr, Titel, Album, Platzierungen, Wochen, Auszeichnungen, Anmerkungen) | Höchstplatzierung, Gesamtwochen, AuszeichnungChartplatzierungen (Jahr, Titel, Album, Platzierungen, Wochen, Auszeichnungen, Anmerkungen) | Höchstplatzierung, Gesamtwochen, AuszeichnungChartplatzierungen (Jahr, Titel, Album, Platzierungen, Wochen, Auszeichnungen, Anmerkungen) | Anmerkungen                                    |
| Jahr | Titel Album               | DE | AT | CH | UK | US | Anmerkungen                                    |
| ---- | ------------------------- | --- | --- | --- | --- | --- | ---------------------------------------------- |
| 1997 | Faded The Will to Live    | — | — | — | UK54 (2 Wo.)UK | — | Erstveröffentlichung: 1997                     |
| 2007 | Boa Sorte (Good Luck) Sim | — | — | CH85 (1 Wo.)CH | — | — | Erstveröffentlichung: 2007 mit Vanessa da Mata |

Weitere Singles
- 2000: Steal My Kisses

### Videoalben
- 2002: Pleasure and Pain
- 2003: Live at the Hollywood Bowl
- 2005: Live at the Apollo

## Auszeichnungen für Musikverkäufe
| Silberne Schallplatte - Portugal - 2003: für das Album Diamonds On the Inside Goldene Schallplatte - Australien - 1999: für das Album Burn to Shine - 1999: für das Album Welcome to the Cruel World - 2003: für das Videoalbum Pleasure and Pain - 2004: für das Album There Will Be a Light - Frankreich - 2001: für das Album Live from Mars - 2003: für das Videoalbum Pleasure and Pain - 2009: für das Album White Lies for Dark Times - 2011: für das Album Give Till It’s Gone - Kanada - 1999: für das Album The Will to Live - 2000: für das Album Burn to Shine - 2001: für das Album Welcome to the Cruel World - 2003: für das Album Diamonds On the Inside - 2006: für das Album Both Sides of the Gun - Neuseeland - 2001: für das Album Live from Mars - Vereinigte Staaten - 2019: für die Single You Found Another Lover (I Lost Another Friend) 2× Goldene Schallplatte - Frankreich - 2000: für das Album Fight for Your Mind - 2005: für das Album There Will Be a Light | Platin-Schallplatte - Australien - 1999: für das Album The Will to Live - 2003: für das Videoalbum Live at the Hollywood Bowl - 2006: für das Album Both Sides of the Gun - Frankreich - 1999: für das Album The Will to Live - 2000: für das Album Welcome to the Cruel World - 2002: für das Album Burn to Shine - 2004: für das Album Diamonds On the Inside - 2005: für das Videoalbum Live at the Apollo - 2006: für das Album Both Sides of the Gun - 2008: für das Album Lifeline - Kanada - 2007: für das Album Fight for Your Mind - Neuseeland - 1998: für das Album The Will to Live - 2006: für das Album Both Sides of the Gun - 2022: für die Single Steal My Kisses 2× Platin-Schallplatte - Australien - 2003: für das Album Diamonds On the Inside - 2003: für das Album Live from Mars - Neuseeland - 2000: für das Album Burn to Shine - 2004: für das Album Diamonds On the Inside 3× Platin-Schallplatte - Neuseeland - 1998: für das Album Fight for Your Mind |

Anmerkung: Auszeichnungen in Ländern aus den Charttabellen bzw. Chartboxen sind in ebendiesen zu finden.
| Land/RegionAuszeichnungen für Musikverkäufe (Land/Region, Auszeichnungen, Verkäufe, Quellen) | Silber     | Gold       | Platin       | Verkäufe  | Quellen                                                        |
| -------------------------------------------------------------------------------------------- | ---------- | ---------- | ------------ | --------- | -------------------------------------------------------------- |
| Australien (ARIA)                                                                            | —          | 4× Gold4   | 7× Platin7   | 547.500   | aria.com.au                                                    |
| Frankreich (SNEP)                                                                            | —          | 8× Gold8   | 7× Platin7   | 2.330.000 | infodisc.fr snepmusique.com                                    |
| Kanada (MC)                                                                                  | —          | 5× Gold5   | Platin1      | 350.000   | musiccanada.com                                                |
| Neuseeland (RMNZ)                                                                            | —          | Gold1      | 10× Platin10 | 172.500   | aotearoamusiccharts.co.nz                                      |
| Portugal (AFP)                                                                               | Silber1    | —          | —            | 10.000    | afp.org.pt (Memento vom 3. September 2011 im Internet Archive) |
| Schweiz (IFPI)                                                                               | —          | 3× Gold3   | —            | 50.000    | hitparade.ch                                                   |
| Vereinigte Staaten (RIAA)                                                                    | —          | 6× Gold6   | —            | 3.000.000 | riaa.com                                                       |
| Vereinigtes Königreich (BPI)                                                                 | Silber1    | —          | —            | 60.000    | bpi.co.uk                                                      |
| Insgesamt                                                                                    | 2× Silber2 | 27× Gold27 | 25× Platin25 |           |                                                                |